# Mały Jagnięcy Kopiniak
Mały Jagnięcy Kopiniak (słow. Malý jahňací zub, 2179 m n.p.m.) – turnia w grani głównej Tatr, w słowackiej części Tatr Wysokich. Jest położony w południowo-zachodniej grani Jagnięcego Szczytu, zwanej Granią Townsona. Od Wielkiego Jagnięcego Kopiniaka na północnym wschodzie jest oddzielony Niżnim Jagnięcym Karbem. Pomiędzy Małym Jagnięcym Kopiniakiem a Czerwoną Turnią ciągnie się natomiast długa grań, w której znajdują się trzy przełęcze: najgłębsza Kołowa Przełęcz, Kołowy Przechód i Wyżni Kołowy Przechód. To ostatnie siodło położone jest w bezpośrednim sąsiedztwie Małego Jagnięcego Kopiniaka.
Po północno-zachodniej stronie turni położone jest Bździochowe Korycisko będące odgałęzieniem Doliny Kołowej, a po południowo-wschodniej – Dolina Jagnięca, odnoga Doliny Zielonej Kieżmarskiej. Do Doliny Jagnięcej opada z Małego Jagnięcego Kopiniaka spore urwisko, ograniczone dwoma głębokimi żlebami zbiegającymi z sąsiednich przełączek.
Na Mały Jagnięcy Kopiniak nie prowadzą żadne znakowane szlaki turystyczne. Znakowana żółto ścieżka ze schroniska nad Zielonym Stawem Kieżmarskim przez Dolinę Jagnięcą i Kołowy Przechód na Jagnięcy Szczyt omija go po stronie Bździochowego Koryciska, podobnie jak drugie ze wzniesień w Grani Townsona, Wielki Jagnięcy Kopiniak. Najdogodniejsza droga dla taterników wiedzie na wierzchołek granią z Wyżniego Kołowego Przechodu, łatwe jest też wejście z Doliny Kołowej, od Kołowego Stawu.